# Møntfundet fra Vejstrup
Møntfundet fra Vejstrup eller Vejstrup-skatten er et depotfund bestående af næsten 16.000 mønter fra middelalderen, som blev fundet i Vejstrup på Sydøstfyn i 1948.
Fundet blev gjort den 15. december, hvor to gartnere under plantning af buske fandt en stor lerpotte fyldt med mønter på en mark tilhørende Lindegaard. Med sammenlagt 15.966 mønter er fundet det største af borgerkrigsmønter i Danmark efter Systofteskatten, og mønterne vejede over 16,5 kg efter at være blevet renset. Skatten er sandsynligvis gravet ned omkring 1326-1328. Mønter er slået under Erik Menved og Christoffer 2. og er af typen penninger.